# 唐恪
唐恪（11世纪—1127年），字钦叟，杭州錢塘人，或余杭人，北宋官员。
四岁丧父，元祐九年（1094年）以父荫入仕，调郴县尉。为人耿直，宋哲宗绍圣元年（1094年）进士。宋徽宗大观年间，召为屯田员外郎，迁起居舍人。靖康元年（1126年），拜同知樞密院事，再拜尚书右仆射兼中书侍郎。時金人南下，邀割三鎮，唐恪主和议，當時諸道勤王之兵大集，唐恪下令停止前進，最後部隊皆散去。为御史所劾，罢相。靖康二年（1127年），金人立张邦昌，唐恪署名其中，最後服药死。

## 延伸阅读
[在维基数据编辑]
 《宋史·卷352》，出自脱脱《宋史》